# Maya Yoshida
Maya Yoshida (jap. 吉田麻也 Yoshida Maya;  ur. 24 sierpnia 1988 w Nagasaki) – japoński piłkarz występujący na pozycji obrońcy w amerykańskim klubie Los Angeles Galaxy oraz w reprezentacji Japonii.

## Kariera klubowa

### Nagoya
Yoshida urodził się w Nagasaki. Yoshida swoją karierę rozpoczynał jako defensywny pomocnik, grając w młodzieżowej drużynie Grampus. Zawodową karierę rozpoczął w 2007 roku. W tych rozgrywkach zadebiutował 3 maja 2007 roku w przegranym 1:2 pojedynku z Oitą Trinita. 23 sierpnia 2008 roku w wygranym 2:1 spotkaniu z Kashiwą Antlers strzelił pierwszego gola w J. League. W tym samym roku zajął z klubem 3. miejsce w lidze. Przez 3 sezony w barwach Nagoyi rozegrał 71 spotkań i zdobył 5 bramek.

### Venlo
W grudniu 2009 r. ogłoszono, że Yoshida podpisze kontrakt z holenderskim VVV Venlo. Yoshida przyznał, że chciałby zagrać w europejskim klubie W styczniu 2010 roku podpisał kontrakt z VVV Venlo z Eredivisie. W sezonie 2009/2010 nie rozegrał tam żadnego spotkania. W następnym sezonie, 30 października 2010 roku w przegranym 3:5 meczu z FC Groningen zadebiutował w Eredivisie. 11 września 2011 roku zdobył bramkę w meczu ligowym z PSV Eindhoven. Mecz zakończył się wynikiem 3-3. W tym sezonie Yoshida jako środkowy obrońca zdobył 5 bramek.

### Southampton
Latem 2012 roku przeszedł do Southampton, podpisując 3-letni kontrakt. Zadebiutował we wrześniu 2012 roku w przegranym 6-1 meczu z Arsenalem. W dniu 9 sierpnia 2013 roku, poinformowano, że Maya Yoshida znajdzie się na okładce gry FIFA 13 sprzedawanej w Japonii. Pierwszą bramkę dla Świętych zdobył w przegranym meczu z Sunderlandem w Pucharze Ligi Angielskiej. 29 kwietnia 2017 roku zanotował swój setny mecz w ligowych rozgrywkach w barwach Southampton.

## Kariera reprezentacyjna
W 2008 roku Yoshida wraz z drużyną Japonii U-23 uczestniczył w Letnich Igrzyskach Olimpijskich, które zakończył z nią na fazie grupowej. W pierwszej reprezentacji Japonii zadebiutował 6 stycznia 2010 roku w wygranym 3:2 meczu eliminacji Pucharu Azji 2011 z Jemenem. W 2011 roku został powołany do kadry na ten Puchar Azji. Yoshida został powołany na Puchar Azji 2015. Zdobył bramkę w inauguracyjnym meczu tych rozgrywek z Palestyną. Został powołany na Mistrzostwa Świata 2018 w Rosji, gdzie był podstawowym  obrońcą swojej drużyny.

### Występy w reprezentacji narodowej
| 2010    | 1   | 0  |
| 2011    | 12  | 2  |
| 2012    | 9   | 0  |
| 2013    | 15  | 0  |
| 2014    | 11  | 1  |
| 2015    | 13  | 3  |
| 2016    | 10  | 3  |
| 2017    | 9   | 1  |
| 2018    | 9   | 0  |
| 2019    | 11  | 1  |
| 2020    | 4   | 0  |
| Łącznie | 107 | 11 |